# Vòng loại Giải vô địch bóng đá thế giới 2014 – Khu vực châu Âu (Bảng C)
Dưới đây là kết quả các trận đấu trong khuôn khổ bảng C - vòng loại giải vô địch bóng đá thế giới 2014 - khu vực châu Âu. 6 đội bóng châu Âu bao gồm Đức, Thụy Điển, Ireland, Áo, Quần đảo Faroe và Kazakhstan, thi đấu trong hai năm 2012 và 2013, theo thể thức lượt đi-lượt về, vòng tròn tính điểm, lấy hai đội đầu bảng tham gia vòng chung kết.
Sau khi kết thúc vòng loại, Đức đã chính thức giành quyền tham dự World Cup 2014 và Thụy Điển sẽ tham dự vòng đấu play-off.

## Bảng xếp hạng
| Đội              | ST | T | H | B | BT | BB | HS  | Đ  |  | Đức | Thụy Điển | Áo  | Cộng hòa Ireland | Kazakhstan | Quần đảo Faroe |
| ---------------- | -- | - | - | - | -- | -- | --- | -- |  | --- | --------- | --- | ---------------- | ---------- | -------------- |
| Đức (Q)          | 10 | 9 | 1 | 0 | 36 | 10 | +26 | 28 |  |     | 4–4       | 3–0 | 3–0              | 4–1        | 3–0            |
| Thụy Điển (A)    | 10 | 6 | 2 | 2 | 19 | 14 | +5  | 20 |  | 3–5 |           | 2–1 | 0–0              | 2–0        | 2–0            |
| Áo               | 10 | 5 | 2 | 3 | 20 | 10 | +10 | 17 |  | 1–2 | 2–1       |     | 1–0              | 4–0        | 6–0            |
| Cộng hòa Ireland | 10 | 4 | 2 | 4 | 16 | 17 | −1  | 14 |  | 1–6 | 1–2       | 2–2 |                  | 3–1        | 3–0            |
| Kazakhstan       | 10 | 1 | 2 | 7 | 6  | 21 | −15 | 5  |  | 0–3 | 0–1       | 0–0 | 1–2              |            | 2–1            |
| Quần đảo Faroe   | 10 | 0 | 1 | 9 | 4  | 29 | −25 | 1  |  | 0–3 | 1–2       | 0–3 | 1–4              | 1–1        |                |

## Kết quả
Lịch thi đấu của bảng C đã được quyết định sau cuộc họp tại Frankfurt, Đức, vào 2 ngày 17–18 tháng 11 năm 2011. Nhưng trận đấu đầu tiên đã không được FIFA phê chuẩn và một lịch trình mới được công bố vào ngày 5 tháng 12 năm 2011 với ngày mới cho hai trận đấu giữa Áo và Quần đảo Faroe.
| Kazakhstan      | 1–2      | Cộng hòa Ireland              |
| --------------- | -------- | ----------------------------- |
| Nurdauletov 37' | Chi tiết | Keane 88' (ph.đ.) · Doyle 90' |

| Đức                       | 3–0      | Quần đảo Faroe |
| ------------------------- | -------- | -------------- |
| Götze 28' · Özil 54', 72' | Chi tiết |                |

| Thụy Điển               | 2–0      | Kazakhstan |
| ----------------------- | -------- | ---------- |
| R. Elm 37' · Berg 90+4' | Chi tiết |            |

| Áo            | 1–2      | Đức                         |
| ------------- | -------- | --------------------------- |
| Junuzović 57' | Chi tiết | Reus 44' · Özil 52' (ph.đ.) |

| Kazakhstan | 0–0      | Áo |
| ---------- | -------- | -- |
|            | Chi tiết |    |

| Quần đảo Faroe  | 1–2      | Thụy Điển                        |
| --------------- | -------- | -------------------------------- |
| Baldvinsson 57' | Chi tiết | Kačaniklić 65' · Ibrahimović 75' |

| Cộng hòa Ireland | 1–6      | Đức                                                           |
| ---------------- | -------- | ------------------------------------------------------------- |
| Keogh 90+2'      | Chi tiết | Reus 32', 40' · Özil 55' (ph.đ.) · Klose 58' · Kroos 61', 83' |

| Quần đảo Faroe | 1–4      | Cộng hòa Ireland                                              |
| -------------- | -------- | ------------------------------------------------------------- |
| A. Hansen 69'  | Chi tiết | Wilson 46' · Walters 53' · Justinussen 73' (l.n.) · O'Dea 88' |

| Áo                                        | 4–0      | Kazakhstan |
| ----------------------------------------- | -------- | ---------- |
| Janko 24', 63' · Alaba 71' · Harnik 90+3' | Chi tiết |            |

| Đức                                        | 4–4      | Thụy Điển                                                  |
| ------------------------------------------ | -------- | ---------------------------------------------------------- |
| Klose 8', 15' · Mertesacker 39' · Özil 55' | Chi tiết | Ibrahimović 62' · Lustig 64' · Elmander 76' · R. Elm 90+3' |

| Kazakhstan | 0–3      | Đức                         |
| ---------- | -------- | --------------------------- |
|            | Chi tiết | Müller 20', 73' · Götze 22' |

| Áo                                                                        | 6–0      | Quần đảo Faroe |
| ------------------------------------------------------------------------- | -------- | -------------- |
| Hosiner 8', 20' · Ivanschitz 28' · Junuzović 77' · Alaba 78' · Garics 82' | Chi tiết |                |

| Thụy Điển | 0–0    | Cộng hòa Ireland |
| --------- | ------ | ---------------- |
|           | Report |                  |

| Đức                                      | 4–1      | Kazakhstan     |
| ---------------------------------------- | -------- | -------------- |
| Reus 23', 90' · Götze 27' · Gündoğan 31' | Chi tiết | Schmidtgal 46' |

| Cộng hòa Ireland           | 2–2      | Áo                       |
| -------------------------- | -------- | ------------------------ |
| Walters 25' (ph.đ.), 45+1' | Chi tiết | Harnik 11' · Alaba 90+3' |

| Áo                            | 2–1      | Thụy Điển    |
| ----------------------------- | -------- | ------------ |
| Alaba 26' (ph.đ.) · Janko 32' | Chi tiết | Elmander 82' |

| Cộng hòa Ireland   | 3–0      | Quần đảo Faroe |
| ------------------ | -------- | -------------- |
| Keane 5', 55', 81' | Chi tiết |                |

| Thụy Điển                    | 2–0      | Quần đảo Faroe |
| ---------------------------- | -------- | -------------- |
| Ibrahimović 35', 82' (ph.đ.) | Chi tiết |                |

| Kazakhstan                                | 2–1      | Quần đảo Faroe  |
| ----------------------------------------- | -------- | --------------- |
| Nurdauletov 49' (ph.đ.) · Finonchenko 63' | Chi tiết | Benjaminsen 23' |

| Đức                                | 3–0      | Áo |
| ---------------------------------- | -------- | -- |
| Klose 33' · Kroos 51' · Müller 88' | Chi tiết |    |

| Cộng hòa Ireland | 1–2      | Thụy Điển                   |
| ---------------- | -------- | --------------------------- |
| Keane 22'        | Chi tiết | Elmander 33' · Svensson 57' |

| Kazakhstan | 0–1      | Thụy Điển      |
| ---------- | -------- | -------------- |
|            | Chi tiết | Ibrahimović 1' |

| Áo        | 1–0      | Cộng hòa Ireland |
| --------- | -------- | ---------------- |
| Alaba 84' | Chi tiết |                  |

| Quần đảo Faroe | 0–3      | Đức                                             |
| -------------- | -------- | ----------------------------------------------- |
|                | Chi tiết | Mertesacker 22' · Özil 74' (ph.đ.) · Müller 84' |

| Quần đảo Faroe | 1–1      | Kazakhstan      |
| -------------- | -------- | --------------- |
| Hansson 41'    | Chi tiết | Finonchenko 55' |

| Đức                                     | 3–0      | Cộng hòa Ireland |
| --------------------------------------- | -------- | ---------------- |
| Khedira 12' · Schürrle 58' · Özil 90+2' | Chi tiết |                  |

| Thụy Điển                    | 2–1      | Áo         |
| ---------------------------- | -------- | ---------- |
| Olsson 56' · Ibrahimović 86' | Chi tiết | Harnik 29' |

| Thụy Điển                      | 3–5      | Đức                                           |
| ------------------------------ | -------- | --------------------------------------------- |
| Hysén 6', 69' · Kačaniklić 42' | Chi tiết | Özil 45' · Götze 52' · Schürrle 57', 66', 76' |

| Quần đảo Faroe | 0–3      | Áo                                             |
| -------------- | -------- | ---------------------------------------------- |
|                | Chi tiết | Ivanschitz 16' · Prödl 64' · Alaba 67' (ph.đ.) |

| Cộng hòa Ireland                                   | 3–1      | Kazakhstan |
| -------------------------------------------------- | -------- | ---------- |
| Keane 17' (ph.đ.) · O'Shea 26' · Shomko 77' (l.n.) | Chi tiết | Shomko 13' |

## Danh sách cầu thủ ghi bàn
8 bàn
| - Mesut Özil |

6 bàn
| - David Alaba | - Robbie Keane | - Zlatan Ibrahimović |

5 bàn
| - Marco Reus |

4 bàn
| - Mario Götze - Miroslav Klose | - Thomas Müller | - André Schürrle |

3 bàn
| - Martin Harnik - Marc Janko | - Toni Kroos - Jonathan Walters | - Johan Elmander |

2 bàn
| - Philipp Hosiner - Andreas Ivanschitz - Zlatko Junuzović | - Per Mertesacker - Andrei Finonchenko - Kairat Nurdauletov | - Rasmus Elm - Tobias Hysén - Alexander Kačaniklić |

1 bàn
| - György Garics - Sebastian Prödl - Rógvi Baldvinsson - Fróði Benjaminsen - Arnbjørn Hansen - Hallur Hansson - İlkay Gündoğan | - Sami Khedira - Heinrich Schmidtgal - Dmitriy Shomko - Kevin Doyle - Andy Keogh - Darren O'Dea | - John O'Shea - Marc Wilson - Marcus Berg - Mikael Lustig - Martin Olsson - Anders Svensson |

phản lưới nhà
| - Pól Jóhannus Justinussen (trong trận gặp Cộng hòa Ireland) | - Dmitriy Shomko (trong trận gặp Cộng hòa Ireland) |  |

## Thẻ phạt
| Pos | Cầu thủ                  | Quốc gia         | Thẻ vàng | Thẻ đỏ | Treo giò                                 | Ghi chú                                                               |
| --- | ------------------------ | ---------------- | -------- | ------ | ---------------------------------------- | --------------------------------------------------------------------- |
| DF  | Philipp Lahm             | Đức              | 2        | 0      | vs Ireland (12 tháng 10 năm 2012)        | Vắng mặt trong 2 trận vòng loại giải vô địch bóng đá thế giới 2014    |
| MF  | Tanat Nusserbayev        | Kazakhstan       | 2        | 0      | vs Áo (16 tháng 10 năm 2012)             | Vắng mặt trong 2 trận vòng loại giải vô địch bóng đá thế giới 2014    |
| FW  | Sergei Ostapenko         | Kazakhstan       | 2        | 0      | vs Áo (16 tháng 10 năm 2012)             | Vắng mặt trong 2 trận vòng loại giải vô địch bóng đá thế giới 2014    |
| DF  | Mikhail Rozhkov          | Kazakhstan       | 2        | 0      | vs Áo (16 tháng 10 năm 2012)             | Vắng mặt trong 2 trận vòng loại giải vô địch bóng đá thế giới 2014    |
| FW  | Marco Reus               | Đức              | 3        | 0      | vs Kazakhstan (22 tháng 3 năm 2013)      | Vắng mặt trong 2 trận vòng loại giải vô địch bóng đá thế giới 2014    |
| MF  | Bastian Schweinsteiger   | Đức              | 2        | 0      | vs Kazakhstan (26 tháng 3 năm 2013)      | Vắng mặt trong 2 trận vòng loại giải vô địch bóng đá thế giới 2014    |
| MF  | Fróði Benjaminsen        | Quần đảo Faroe   | 4        | 0      | vs Ireland (7 tháng 6 năm 2013)          | Vắng mặt trong 2 trận vòng loại giải vô địch bóng đá thế giới 2014    |
| MF  | Hallur Hansson           | Quần đảo Faroe   | 3        | 0      | vs Ireland (7 tháng 6 năm 2013)          | Vắng mặt trong 2 trận vòng loại giải vô địch bóng đá thế giới 2014    |
| FW  | Shane Long               | Cộng hòa Ireland | 2        | 0      | vs Quần đảo Faroe (7 tháng 6 năm 2013)   | Vắng mặt trong 2 trận vòng loại giải vô địch bóng đá thế giới 2014    |
| FW  | James McCarthy           | Cộng hòa Ireland | 2        | 0      | vs Quần đảo Faroe (7 tháng 6 năm 2013)   | Vắng mặt trong 2 trận vòng loại giải vô địch bóng đá thế giới 2014    |
| MF  | Veli Kavlak              | Áo               | 3        | 0      | vs Thụy Điển (7 tháng 6 năm 2013)        | Vắng mặt trong 2 trận vòng loại giải vô địch bóng đá thế giới 2014    |
| GK  | Andreas Isaksson         | Thụy Điển        | 2        | 0      | vs Quần đảo Faroe (11 tháng 6 năm 2013)  | Vắng mặt trong 2 trận vòng loại giải vô địch bóng đá thế giới 2014    |
| FW  | Johan Elmander           | Thụy Điển        | 2        | 0      | vs Quần đảo Faroe (11 tháng 6 năm 2013)  | Vắng mặt trong 2 trận vòng loại giải vô địch bóng đá thế giới 2014    |
| DF  | Rogvi Baldvinsson        | Quần đảo Faroe   | 2        | 0      | vs Thụy Điển (11 tháng 6 năm 2013)       | Vắng mặt trong 2 trận vòng loại giải vô địch bóng đá thế giới 2014    |
| MF  | Julian Baumgartlinger    | Áo               | 2        | 0      | vs Đức (6 tháng 9 năm 2013)              | Vắng mặt trong 2 trận vòng loại giải vô địch bóng đá thế giới 2014    |
| DF  | Jónas Tór Næs            | Quần đảo Faroe   | 2        | 0      | vs Đức (10 tháng 9 năm 2013)             | Vắng mặt trong 2 trận vòng loại giải vô địch bóng đá thế giới 2014    |
| DF  | Andreas Granqvist        | Thụy Điển        | 0        | 1      | vs Ireland (6 tháng 9 năm 2013)          | Đuổi khỏi sân trong trận vòng loại giải vô địch bóng đá thế giới 2014 |
| MF  | Albin Ekdal              | Thụy Điển        | 2        | 0      | vs Áo (11 tháng 10 năm 2013)             | Vắng mặt trong 2 trận vòng loại giải vô địch bóng đá thế giới 2014    |
| DF  | Viktor Dmitrenko         | Kazakhstan       | 2        | 0      | vs Quần đảo Faroe (11 tháng 10 năm 2013) | Vắng mặt trong 2 trận vòng loại giải vô địch bóng đá thế giới 2014    |
| DF  | John O'Shea              | Cộng hòa Ireland | 2        | 0      | vs Đức (11 tháng 10 năm 2013)            | Vắng mặt trong 2 trận vòng loại giải vô địch bóng đá thế giới 2014    |
| DF  | Richard Dunne            | Cộng hòa Ireland | 2        | 0      | vs Đức (11 tháng 10 năm 2013)            | Vắng mặt trong 2 trận vòng loại giải vô địch bóng đá thế giới 2014    |
| DF  | Pól Jóhannus Justinussen | Quần đảo Faroe   | 2        | 0      | vs Kazakhstan (11 tháng 10 năm 2013)     | Vắng mặt trong 2 trận vòng loại giải vô địch bóng đá thế giới 2014    |
| DF  | Atli Gregersen           | Quần đảo Faroe   | 0        | 1      | vs Kazakhstan (11 tháng 10 năm 2013)     | Đuổi khỏi sân trong trận vòng loại giải vô địch bóng đá thế giới 2014 |
| MF  | Sami Khedira             | Đức              | 2        | 0      | vs Thụy Điển (15 tháng 10 năm 2013)      | Vắng mặt trong 2 trận vòng loại giải vô địch bóng đá thế giới 2014    |
| FW  | Zlatan Ibrahimović       | Thụy Điển        | 2        | 0      | vs Đức (15 tháng 10 năm 2013)            | Vắng mặt trong 2 trận vòng loại giải vô địch bóng đá thế giới 2014    |
| ST  | Marc Janko               | Áo               | 2        | 0      | vs Quần đảo Faroe (15 tháng 10 năm 2013) | Vắng mặt trong 2 trận vòng loại giải vô địch bóng đá thế giới 2014    |
| FW  | Marko Arnautović         | Áo               | 0        | 1      | vs Quần đảo Faroe (15 tháng 10 năm 2013) | Đuổi khỏi sân trong trận vòng loại giải vô địch bóng đá thế giới 2014 |
| DF  | Benedikt Höwedes         | Đức              | 2        | 0      | vs TBD (2014)                            | Vắng mặt trong 2 trận vòng loại giải vô địch bóng đá thế giới 2014    |

## Lượng khán giả
| Đội              | Cao nhất | Thấp nhất | Trung bình |
| ---------------- | -------- | --------- | ---------- |
| Áo               | 48.000   | 24.200    | 40.550     |
| Quần đảo Faroe   | 5.079    | 4.300     | 4.690      |
| Đức              | 72.369   | 32.769    | 54.165     |
| Kazakhstan       | 30.000   | 7.000     | 15.396     |
| Cộng hòa Ireland | 49.850   | 30.805    | 41.314     |
| Thụy Điển        | 49.436   | 20.414    | 34.925     |